# Bird City, Kansas
Bird City là một thành phố thuộc quận Cheyenne, tiểu bang Kansas, Hoa Kỳ. Năm 2010, dân số của xã này là 447 người.

## Dân số
Dân số các năm:
- Năm 2000: 482 người
- Năm 2010: 447 người